# Simbabwische Cricket-Nationalmannschaft in den West Indies in der Saison 2012/13
Die Tour der simbabwischen Cricket-Nationalmannschaft in die West Indies in der Saison 2012/13 fand vom 22. Februar bis zum 24. März 2013 statt. Die internationale Cricket-Tour war Bestandteil der Internationalen Cricket-Saison 2012/13 und umfasste zwei Tests, drei ODIs und zwei Twenty20s. West Indies konnte alle Spiele gewinnen und gewann somit die Test-Serie 2–0, die ODI-Serie 3–0 und die Twenty20-Serie 2-0.

## Vorgeschichte
Die West Indies bestritten zuvor eine Tour in Australien, für Simbabwe war es die erste Tour der Saison. Die letzte Tour der beiden Mannschaften gegeneinander fand in der Saison 2009/10 in den West Indies statt. Für Simbabwe war es die erste Test-Tour seit einem Jahr, nachdem sie zuletzt in der Saison 2012 gegen Neuseeland spielten. Aus finanziellen Gründen reduzierte Simbabwe zur Tour sein Trainer-Team.

## Stadien
Die folgenden Stadien wurden für die Tour als Austragungsort vorgesehen.
| Stadt        | Land                | Stadion                     | Kapazität | Spiele      |
| ------------ | ------------------- | --------------------------- | --------- | ----------- |
| North Sound  | Antigua und Barbuda | Sir Vivian Richards Stadium | 20.000    | 1. & 2. T20 |
| Bridgetown   | Barbados            | Kensington Oval             | 31.000    | 1. Test     |
| Roseau       | Dominica            | Windsor Park (Dominica)     | 12.000    | 2. Test     |
| St. George’s | Grenada             | Grenada National Stadium    | 20.000    | 1. – 3. ODI |

## Kaderlisten
Simbabwe benannte seine Kader am 29. Januar 2013.
Die West Indies benannten ihren ODI-Kader am 18. Februar, seine Twenty20-Kader am 26. Februar, und ihren Test-Kader am 8. März 2013.
| Test | Test | ODI | ODI | Twenty20 | Twenty20 |
| West Indies | Simbabwe | West Indies | Simbabwe | West Indies | Simbabwe |
| --- | --- | --- | --- | --- | --- |
| - Darren Sammy (K) - Denesh Ramdin (VK & wk) - Tino Best - Darren Bravo - Shivnarine Chanderpaul - Narsingh Deonarine - Shannon Gabriel - Chris Gayle - Veerasammy Permaul - Kieran Powell - Kemar Roach - Marlon Samuels - Shane Shillingford | - Brendan Taylor (K & wk) - Regis Chakabva (wk) - Tendai Chatara - Graeme Cremer - Craig Ervine - Kyle Jarvis - Timycen Maruma - Hamilton Masakadza - Tino Mawoyo - Keegan Meth - Chris Mpofu - Ray Price - Vusi Sibanda - Prosper Utseya - Malcolm Waller - Sean Williams | - Dwayne Bravo (K) - Tino Best - Darren Bravo - Jonathan Carter - Johnson Charles - Narsingh Deonarine - Sunil Narine - Veerasammy Permaul - Kieron Pollard - Kieran Powell - Denesh Ramdin (wk) - Kemar Roach - Andre Russell - Ramnaresh Sarwan | - Brendan Taylor (K & wk) - Regis Chakabva (wk) - Tendai Chatara - Chamu Chibhabha - Craig Ervine - Kyle Jarvis - Hamilton Masakadza - Tino Mawoyo - Keegan Meth - Chris Mpofu - Natsai M’shangwe - Tinotenda Mutombodzi - Vusi Sibanda - Prosper Utseya - Malcolm Waller | - Darren Sammy (K) - Samuel Badree - Chris Barnwell - Tino Best - Darren Bravo - Dwayne Bravo - Johnson Charles - Shannon Gabriel - Sunil Narine - Kieron Pollard - Denesh Ramdin (wk) - Andre Russell - Lendl Simmons | - Brendan Taylor (K & wk) - Regis Chakabva (wk) - Tendai Chatara - Chamu Chibhabha - Craig Ervine - Kyle Jarvis - Hamilton Masakadza - Tino Mawoyo - Keegan Meth - Chris Mpofu - Natsai M’shangwe - Tinotenda Mutombodzi - Vusi Sibanda - Prosper Utseya - Malcolm Waller |

## Tour Matches
| 20. Februar Scorecard | Saint Andrew | University of West Indies VC's XI 270 (48.4) | – | Zimbabweans 346-7 (50) |
|                       |              | Zimbabweans gewinnt mit 76 Runs              |   |                        |

| 7. – 9. März Scorecard | Bridgetown | Zimbabweans 255-8d (104) & 209-7 (66) | – | Sagicor High Performance Centre 230 (81.4) |
|                        |            | Remis                                 |   |                                            |

## One-Day Internationals

### Erstes ODI in St. George’s
| 22. Februar Scorecard | St. George’s | West Indies 337-4 (50)           | – | Simbabwe 181-9 (50) |
|                       |              | West Indies gewinnt mit 156 Runs |   |                     |

### Zweites ODI in St. George’s
| 24. Februar Scorecard | St. George’s | Simbabwe 273-8 (50)               | – | West Indies 274-3 (49) |
|                       |              | West Indies gewinnt mit 7 Wickets |   |                        |

### Drittes ODI in St. George’s
| 26. Februar Scorecard | St. George’s | Simbabwe 211-9 (50)               | – | West Indies 215-5 (46.2) |
|                       |              | West Indies gewinnt mit 5 Wickets |   |                          |

## Twenty20 Internationals

### Erstes Twenty20 in North Sound
| 2. März Scorecard | North Sound | Simbabwe 130-8 (20)               | – | West Indies 131-2 (16.1) |
|                   |             | West Indies gewinnt mit 8 Wickets |   |                          |

### Zweites Twenty20 in North Sound
| 3. März Scorecard | North Sound | West Indies 158-7 (20)          | – | Simbabwe 117-6 (20) |
|                   |             | West Indies gewinnt mit 41 Runs |   |                     |

## Tests

### Erster Test in Bridgetown
| 12. – 16. März Scorecard | Bridgetown | Sri Lanka 211 (76.4) & 102 (41.4) | – | West Indies 307 (84.2) & 12-1 (5) |
|                          |            | West Indies gewinnt mit 9 Wickets |   |                                   |

### Zweiter Test in Roseau
| 20. – 24. März Scorecard | Roseau | Simbabwe 175 (60.5) & 141 (42.2)                  | – | West Indies 381-8d (117) |
|                          |        | West Indies gewinnt mit einem Innings und 65 Runs |   |                          |

## Statistiken
Die folgenden Cricketstatistiken wurden bei dieser Tour erzielt.
| Tests                  | Tests       | Tests   | Tests   | Tests   | Tests   | Tests   | Tests   | Tests   |
| Batting                | Batting     | Batting | Batting | Batting | Batting | Batting | Batting | Batting |
| Spieler                | Mannschaft  | Spiele  | Innings | Runs    | Average | HS      | 100s    | 50s     |
| ---------------------- | ----------- | ------- | ------- | ------- | ------- | ------- | ------- | ------- |
| Denesh Ramdin          | West Indies | 2       | 2       | 148     | 74,00   | 86      | 0       | 2       |
| Chris Gayle            | West Indies | 2       | 3       | 145     | 72,50   | 101     | 1       | 0       |
| Shivnarine Chanderpaul | West Indies | 2       | 2       | 134     | 67,00   | 108     | 1       | 0       |
| Vusi Sibanda           | Simbabwe    | 2       | 4       | 94      | 23,50   | 35      | 0       | 0       |
| Darren Sammy           | West Indies | 2       | 2       | 82      | 41,00   | 73      | 0       | 1       |
| Bowling                |             |         |         |         |         |         |         |         |
| Spieler                | Mannschaft  | Spiele  | Overs   | Wickets | Average | BBI     | 5W      | 10W     |
| Shane Shillingford     | West Indies | 2       | 74.5    | 19      | 10,52   | 6/49    | 3       | 1       |
| Marlon Samuels         | West Indies | 2       | 25      | 10      | 6,30    | 4/13    | 0       | 0       |
| Kyle Jarvis            | Simbabwe    | 2       | 41.2    | 7       | 20,85   | 5/54    | 1       | 0       |
| Shannon Gabriel        | West Indies | 2       | 32.4    | 6       | 14,00   | 3/10    | 0       | 0       |
| Tendai Chatara         | Simbabwe    | 2       | 43      | 4       | 34,00   | 2/66    | 0       | 0       |

| ODIs               | ODIs        | ODIs    | ODIs    | ODIs    | ODIs    | ODIs    | ODIs    | ODIs    |
| Batting            | Batting     | Batting | Batting | Batting | Batting | Batting | Batting | Batting |
| Spieler            | Mannschaft  | Spiele  | Innings | Runs    | Average | HS      | 100s    | 50s     |
| ------------------ | ----------- | ------- | ------- | ------- | ------- | ------- | ------- | ------- |
| Kieran Powell      | West Indies | 3       | 3       | 178     | 59,33   | 79      | 0       | 2       |
| Darren Bravo       | West Indies | 3       | 3       | 172     | 172,00  | 100*    | 1       | 1       |
| Ramnaresh Sarwan   | West Indies | 3       | 3       | 146     | 146,00  | 120*    | 1       | 0       |
| Johnson Charles    | West Indies | 1       | 1       | 130     | 130,00  | 130     | 1       | 0       |
| Craig Ervine       | Simbabwe    | 2       | 2       | 121     | 60,50   | 80      | 0       | 1       |
| Bowling            |             |         |         |         |         |         |         |         |
| Spieler            | Mannschaft  | Spiele  | Overs   | Wickets | Average | BBI     | 5W      | 10W     |
| Dwayne Bravo       | West Indies | 3       | 28      | 10      | 13,10   | 6/43    | 1       | 0       |
| Sunil Narine       | West Indies | 3       | 30      | 5       | 24,80   | 3/28    | 0       | 0       |
| Veerasammy Permaul | West Indies | 1       | 10      | 3       | 13,33   | 3/40    | 0       | 0       |
| Hamilton Masakadza | Simbabwe    | 3       | 18      | 3       | 33,33   | 2/27    | 0       | 0       |
| Tino Best          | West Indies | 3       | 29      | 3       | 43,00   | 2/38    | 0       | 0       |

| Twenty20s            | Twenty20s   | Twenty20s | Twenty20s | Twenty20s | Twenty20s | Twenty20s | Twenty20s | Twenty20s |
| Batting              | Batting     | Batting   | Batting   | Batting   | Batting   | Batting   | Batting   | Batting   |
| Spieler              | Mannschaft  | Spiele    | Innings   | Runs      | Average   | HS        | 100s      | 50s       |
| -------------------- | ----------- | --------- | --------- | --------- | --------- | --------- | --------- | --------- |
| Lendl Simmons        | West Indies | 2         | 2         | 104       | 104,00    | 63*       | 0         | 1         |
| Dwayne Bravo         | West Indies | 2         | 2         | 62        | 62,00     | 38*       | 0         | 0         |
| Hamilton Masakadza   | Simbabwe    | 2         | 2         | 62        | 62,00     | 53*       | 0         | 1         |
| Malcolm Waller       | Simbabwe    | 2         | 2         | 56        | 28,00     | 49        | 0         | 0         |
| Craig Ervine         | Simbabwe    | 2         | 2         | 49        | 24,50     | 34        | 0         | 0         |
| Bowling              |             |           |           |           |           |           |           |           |
| Spieler              | Mannschaft  | Spiele    | Overs     | Wickets   | Average   | BBI       | 5W        | 10W       |
| Dwayne Bravo         | West Indies | 2         | 5         | 4         | 7,75      | 2/15      | 0         | 0         |
| Samuel Badree        | West Indies | 2         | 8         | 4         | 11,00     | 3/17      | 0         | 0         |
| Tino Best            | West Indies | 1         | 4         | 3         | 6,00      | 3/18      | 0         | 0         |
| Chris Mpofu          | Simbabwe    | 2         | 8         | 3         | 13,66     | 2/14      | 0         | 0         |
| Sunil Narine         | West Indies | 2         | 8         | 2         | 19,50     | 2/17      | 0         | 0         |
| Tinotenda Mutombodzi | Simbabwe    | 2         | 6         | 2         | 24,00     | 2/28      | 0         | 0         |
| Natsai M'shangwe     | Simbabwe    | 2         | 7         | 2         | 33,00     | 2/33      | 0         | 0         |

## Player of the Series
Als Player of the Series wurden die folgenden Spieler ausgezeichnet.
| Serie | Player of the Series |
| ----- | -------------------- |
| Test  | Shane Shillingford   |
| ODI   | Darren Bravo         |
| T20   | Lendl Simmons        |

### Player of the Match
Als Player of the Match wurden die folgenden Spieler ausgezeichnet.
| Spiel   | Player of the Match |
| ------- | ------------------- |
| 1. ODI  | Johnson Charles     |
| 2. ODI  | Dwayne Bravo        |
| 3. ODI  | Darren Bravo        |
| 1. T20  | Lendl Simmons       |
| 2. T20  | Samuel Badree       |
| 1. Test | Shane Shillingford  |
| 2. Test | Shane Shillingford  |